# Taraxacum officinale
Taraxacum officinale, conhecido como dente-de-leão comum, é uma planta perene herbácea da família Asteraceae (Compositae).
Pode ser encontrada em regiões temperadas e cresce em relvados, nas margens das estradas e de cursos de água e em outras áreas com solos úmidos. É frequentemente considerada uma erva daninha, especialmente em relvados, mas é usada como planta medicinal e na culinária.

## Etimologia
Taraxacum deriva do Árabe tarakhshagog (ou tarakhshaqūn), palavra usada para ervas amargas. O epíteto específico officinale é usado para plantas com usos na medicina e herbalismo. A planta é conhecida como dente-de-leão em referência às suas folhas dentadas.

## Descrição
Taraxacum officinale cresce a partir de uma raiz primária não ramificada e produz um ou mais de dez caules com tipicamente 5-40 centímetros de altura mas às vezes até 70 centímetros de altura. O caule pode ter uma cor arroxeada, podem ser eretos ou frouxos e produzem capítulos mais altos à mesma altura ou mais altos que a folhagem. A folhagem pode crescer na vertical ou espalhar-se horizontalmente. As folhas são todas basais. Os caules podem ser glabros ou esparsamente cobertos com pequenos pelos.
As folhas têm 5-45 centímetros de comprimento e 1-10 centímetros de largura e têm uma forma oblanceolada, oblonga ou obovada com a base ficar gradualmente mais estreita em direção ao petíolo. As margens apresentam tipicamente lóbulos rasos a profundos e muitas vezes são laceradas ou dentadas.
As brácteas que sustentam o capítulo são compostas por 12 a 18 segmentos. Têm uma forma lanceolada e os ápices têm forma acuminada. Num capítulo pode-se ter 40-100 flores e as corolas são amarelas.
Os frutos, chamados cipsela, têm 2-3 milímetros de comprimento e apresentam 4-12 estrias que facilitam a sua aderência à pelagem de animais e a outras superfícies. O papus tem uma textura sedosa e cerca de 6 milímetros de largura. Tem um papel importante na dispersão dos frutos.

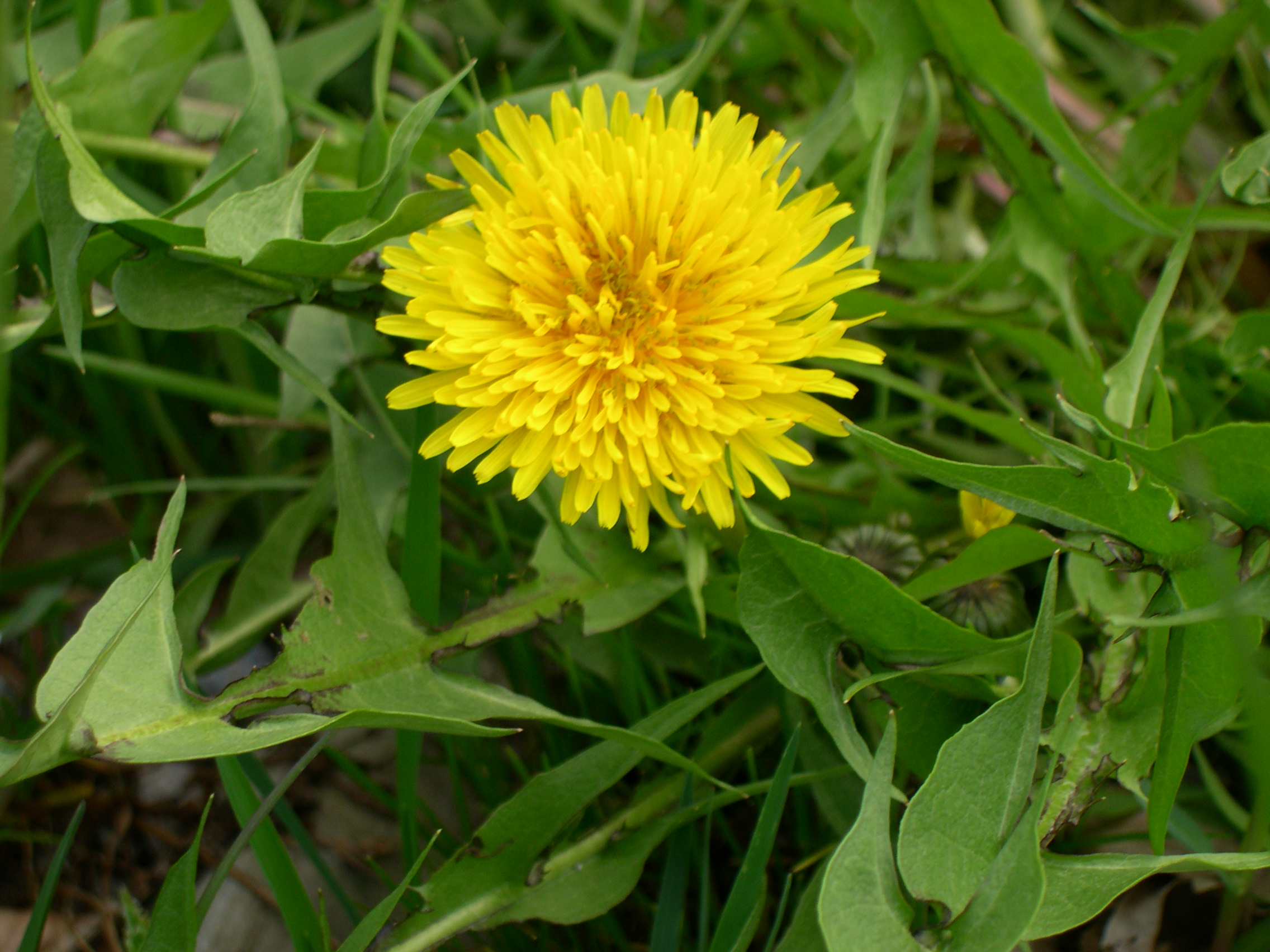
Taraxacum officinale

## Ecologia
Taraxacum officinale é nativa da Europa e Ásia. Atualmente é naturalizada na América do Norte, América do Sul, África meridional, Nova Zelândia, Austrália e Índia.

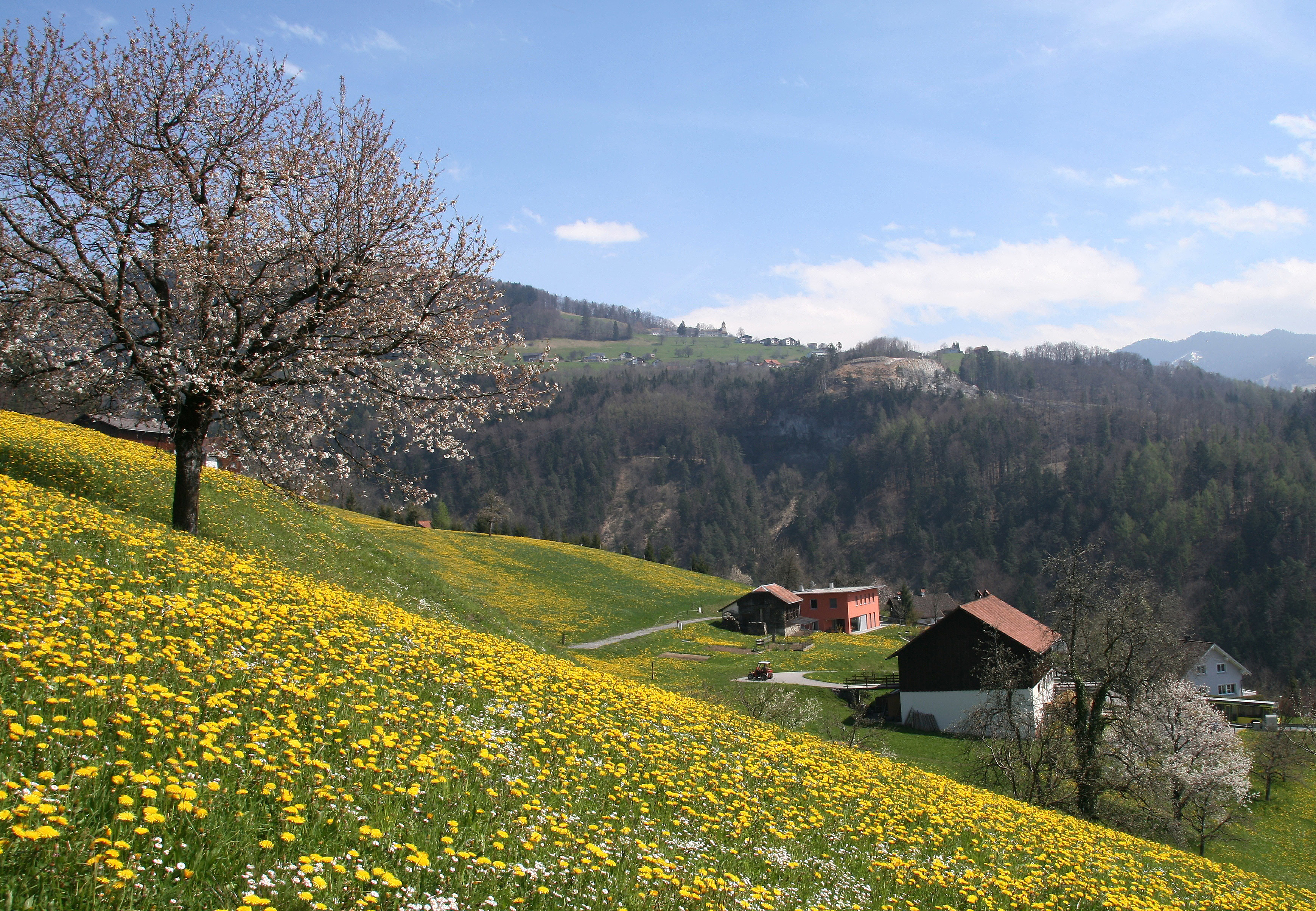
Campo de dentes-de-leão em Weiler, Áustria

Trata-se de uma espécie frequentemente colonizadora de habitats perturbados através da dispersão pelo vento ou em sementes no solo em estado dormente.
Embora o seu pólen tenha baixa qualidade nutricional para as abelhas, estas consomem-no rapidamente e pode ser uma fonte importante de diversidade nutricional em monoculturas.

## Usos

### Culinária
Os dentes-de-leão são colhidos na natureza ou cultivados a uma escala pequena. As folhas podem ser consumidas cozidas ou cruas em sopas ou saladas. Normalmente, as folhas mais jovens e os rebentos fechados são comidos crus em saladas, enquanto que as folhas mais velhas são cozidas. As folhas cruas têm um sabor ligeiramente amargo.
As flores podem ser usadas para fazer vinho, havendo várias receitas. Também tem sido usado para fazer Pissenlit (um tipo de ale feito na Bélgica; pissenlit quer dizer dente-de-leão em francês).

### Fitoterapia
Dentes-de-leão têm sido usados na medicina tradicional da Europa, América do Norte e China.